# Tinus Linee
Pas d'image ? Cliquez ici

a Compétitions nationales et continentales officielles uniquement.

b Matchs officiels uniquement.
Dernière mise à jour le 3 novembre 2014.
Tinus Linee, né Marthinus Linee le 23 août 1969 à Paarl (Cap-Occidental, Afrique du Sud) et mort le 3 novembre 2014 , est un joueur sud-africain de rugby à XV évoluant au poste de trois-quarts centre.
Il a remporté la Currie Cup à trois reprises avec la Western Province comme joueur, ainsi que le championnat de Roumanie avec le RCM Timisoara en tant qu'entraîneur.

## Biographie
Il participe avec l'équipe d'Afrique du Sud de rugby à XV à 9 matches de tournée en 1993 et en 1994, mais sans jamais jouer en test match officiel.
En 2013, on lui diagnostique la maladie de Charcot,. Cette pathologie fait planer l'ombre du dopage car plusieurs joueurs sud-africains des années 1990 (Ruben Kruger, Joost van der Westhuizen, André Venter) sont atteints de maladies neurologiques rares et en meurent jeunes,.

## Palmarès

### Joueur
- Vainqueur de la Currie Cup en 1997, 2000 et 2001, avec la Western Province

### Coach
- Vainqueur du championnat de Roumanie en 2012, avec le RCM Timisoara.